# Jakub Gieysztor
Jakub Wilhelm Kasper Gieysztor (Medekszach, 18 aprile 1827 – Varsavia, 15 novembre 1897) è stato un politico lituano naturalizzato polacco.
Nel 1863 fu eletto dittatore della Lituania, ma nello stesso anno fu arrestato e condannato ai lavori forzati. Rimpatriato nel 1872, nel 1921 furono pubblicati i suoi ricordi.